# The Bakery (singolo)
The Bakery è un singolo della cantante statunitense Melanie Martinez, pubblicato il 25 settembre 2020 come primo estratto dal terzo EP After School.

## Antefatti
The Bakery è stato annunciato come singolo dalla stessa Martinez il 24 settembre 2020 tramite i suoi social media.

## Video musicale
Il video musicale per il singolo è stato presentato il 25 settembre 2020 ed è stato diretto dall'artista stessa, con l'aiuto di Wes Teshome come produttore esecutivo.
Nell'ottobre 2020, in un'intervista per Billboard, l'artista ha raccontato come è stato creato il video musicale. Partendo dalla storyboard, creata completamente dall'artista, si è passati all'effettiva creazione delle stanze dove sono poi state girate le scene del videoclip. Martinez ha confermato di aver lavorato personalmente ai costumi occupandosi perfino dei dettagli. Le mosse di ballo nel video sono state studiate da Martinez con l'aiuto di Brian Friedman. In conclusione l'artista aiutata dal suo team ha editato il video, per poi pubblicarlo tre giorni dopo.
L'artista, il 28 ottobre 2020, ha oltremodo confermato in un'intervista per The Travis Mills Show su Apple Music, che durante le riprese del videoclip sono state rispettate le norme indotte dalla pandemia di COVID-19.

## Tracce
Testi di Blake Slatkin, Melanie Martinez, musiche di Blake Slatkin.
1. The Bakery – 2:35